# Ring kåta Clarissa
Ring kåta Clarissa är en svensk kortfilm från 2004, regisserad av Jonas Alarik.

## Handling
Clarissa är en tuff högstadietjej. När hon utsätts för ett övergrepp spricker den tuffa fasaden.

## Rollista
- Aliette Opheim
- Frida Lindström
- Ulf Friberg
- Magnus Roosmann
- Rebecka Stadener